# قناة الأذن
قناة الأذن أو القناة السمعية أو الصِّمَاخ أو السِّمَاخ أو الأصموخ (بالإنجليزية: ear canal أو external auditory meatus أو external acoustic meatus ومختصرها EAM) هي أنبوب يمر من الأذن الخارجية نحو الأذن الوسطى. طول القناة من صيوان الأذن إلى طبلة الأذن عند الإنسان البالغ حوالي 2,5 سم وقطرها 0,7 سم.

## معرض صور

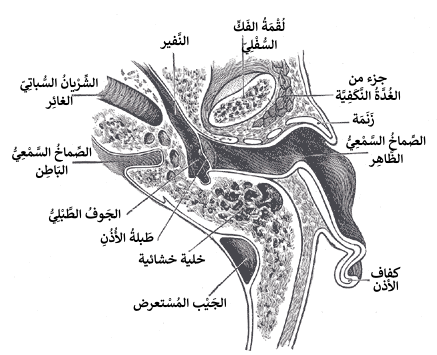
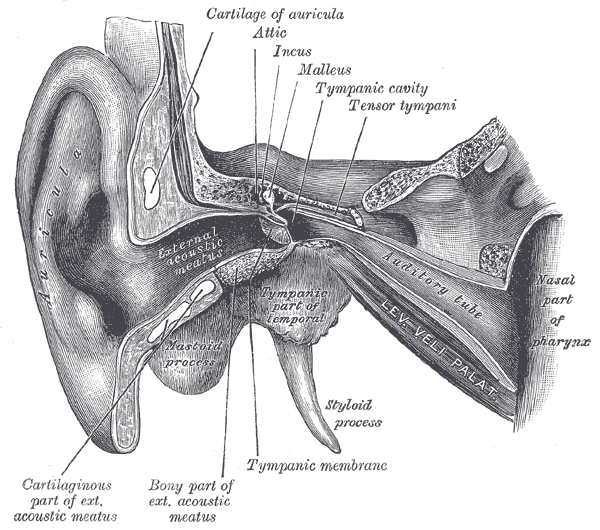
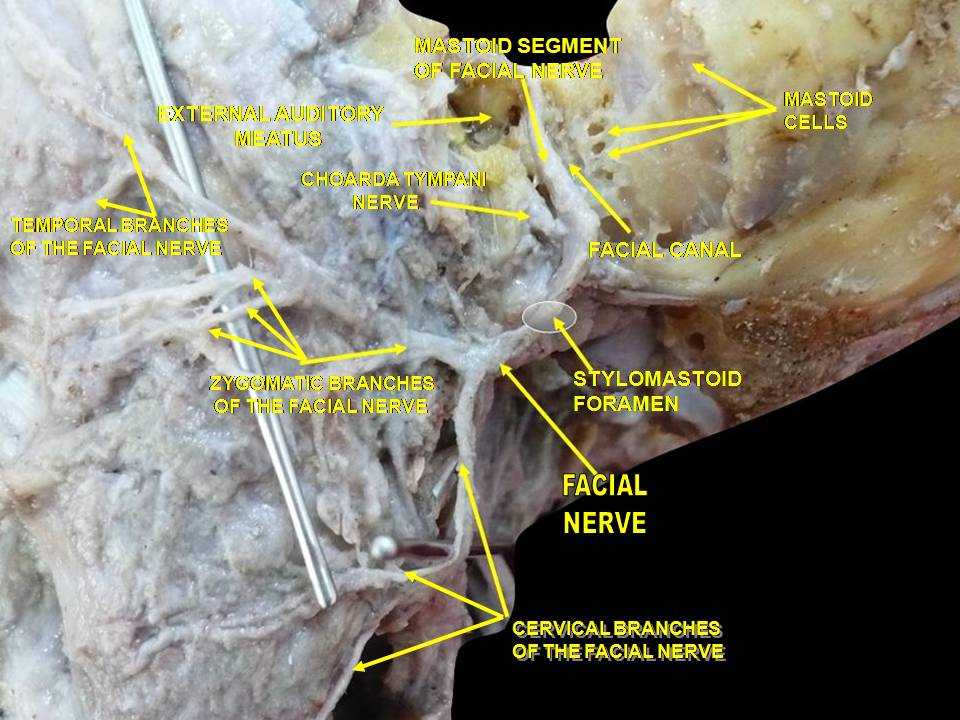
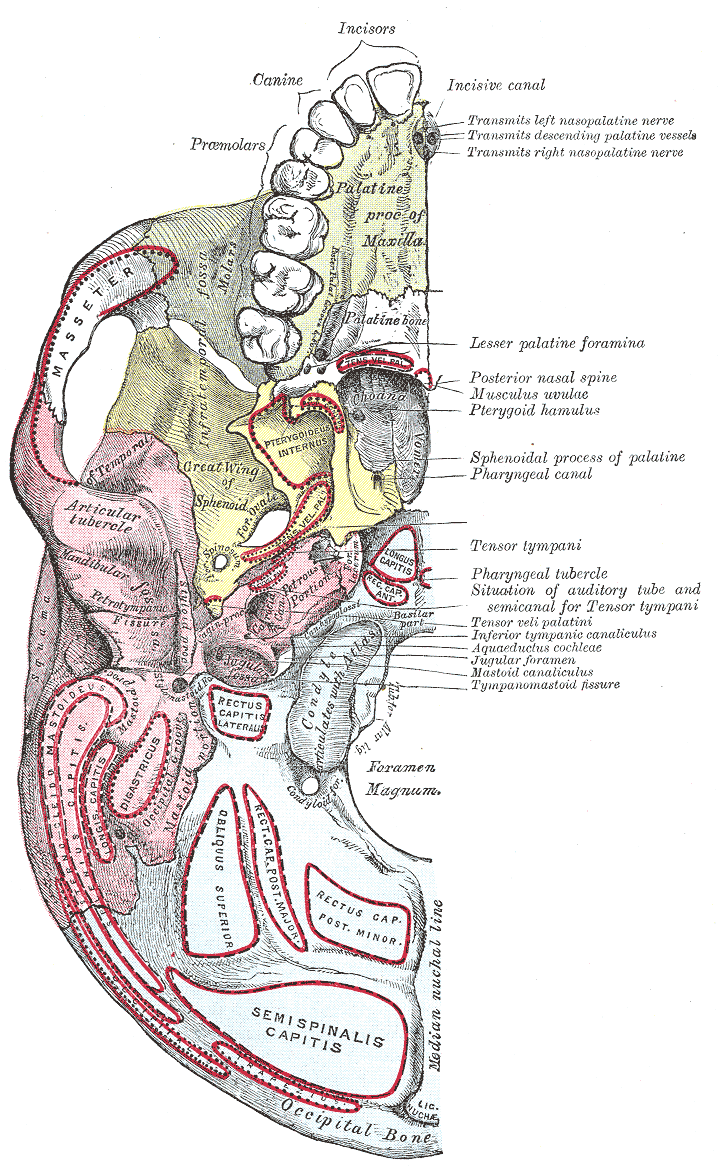
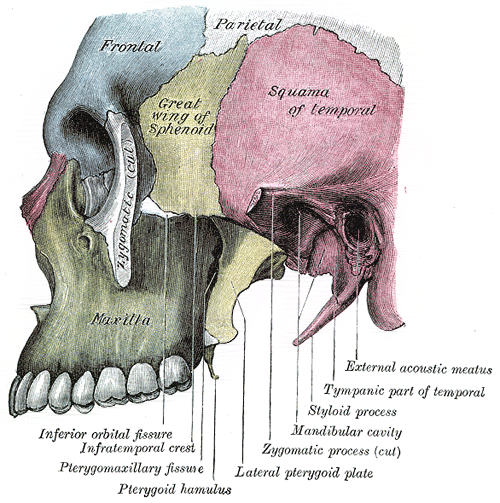